# Морейра Торрес, Орландо
Орландо Морейра Торрес (порт.-браз. Orlando Moreira Torres; 30 ноября 1899, Рио-де-Жанейро — неизвестно), в некоторых источниках называемый Орландиньо (порт.-браз. Orlandinho) — бразильский футболист, левый нападающий.

## Карьера
Орландо Торрес, по некоторым данным, начал карьеру в клубе «Палестра Италия» в 1918 году. Там он выступал, по одним сведениям, до 1920, по другим — до 1921 года. Однако в посезонной статистике «Палестры» тех лет никто с подобным именем или фамилией не указан. В 1921 году Орландо стал игроком клуба «Фламенго». 27 марта он дебютировал в составе команды в матче с «Ботафого» (0:1). В том же сезоне футболист выиграл свой первый титул чемпиона штата Рио-де-Жанейро. Годом позже «Фламенго» отпраздновал победу в турнире Начала чемпионата Рио-де-Жанейро. 11 июня 1922 года он забил первый мяч за клуб, поразив ворота «Ботафого» (2:2). Торрес играл за «Фламенго» до 1923 года, проведя 49 матчей и забив три гола. Последнюю встречу за клуб он сыграл 17 июня 1923 года против «Бангу» (6:0). В 1924 году Орландо стал игроком «Ботафого». 1 июня того же года он забил первый мяч за клуб, поразив ворота «Элленико» (3:2), а спустя месяц, 29 июня, забил три гола в матче со своей бывшей командой «Фламенго» (5:0). Всего в составе клуба он забил 10 голов. В 1926 году, когда Орландо покинул стан «Ботафого», в клуб пришёл его брат — Родолфо. 

## Международная статистика
| Матчи Орландо Торреса за сборную Бразилии | Матчи Орландо Торреса за сборную Бразилии | Матчи Орландо Торреса за сборную Бразилии | Матчи Орландо Торреса за сборную Бразилии | Матчи Орландо Торреса за сборную Бразилии | Матчи Орландо Торреса за сборную Бразилии | Матчи Орландо Торреса за сборную Бразилии |
| ----------------------------------------- | ----------------------------------------- | ----------------------------------------- | ----------------------------------------- | ----------------------------------------- | ----------------------------------------- | ----------------------------------------- |
| №                                         | Дата                                      | Место проведения                          | Оппонент                                  | Счёт                                      | Голы                                      | Турнир                                    |
| 1                                         | 2 октября 1921                            | Буэнос-Айрес                              | Аргентина                                 | 0:1                                       | —                                         | Чемпионат Южной Америки                   |
| 2                                         | 12 октября 1921                           | Буэнос-Айрес                              | Парагвай                                  | 3:0                                       | —                                         | Чемпионат Южной Америки                   |
| 3                                         | 23 октября 1921                           | Буэнос-Айрес                              | Уругвай                                   | 1:2                                       | —                                         | Чемпионат Южной Америки                   |

## Достижения
- Чемпион штата Рио-де-Жанейро: 1921
- Победитель турнира Начала чемпионата Рио-де-Жанейро: 1922